# سيارة صغيرة

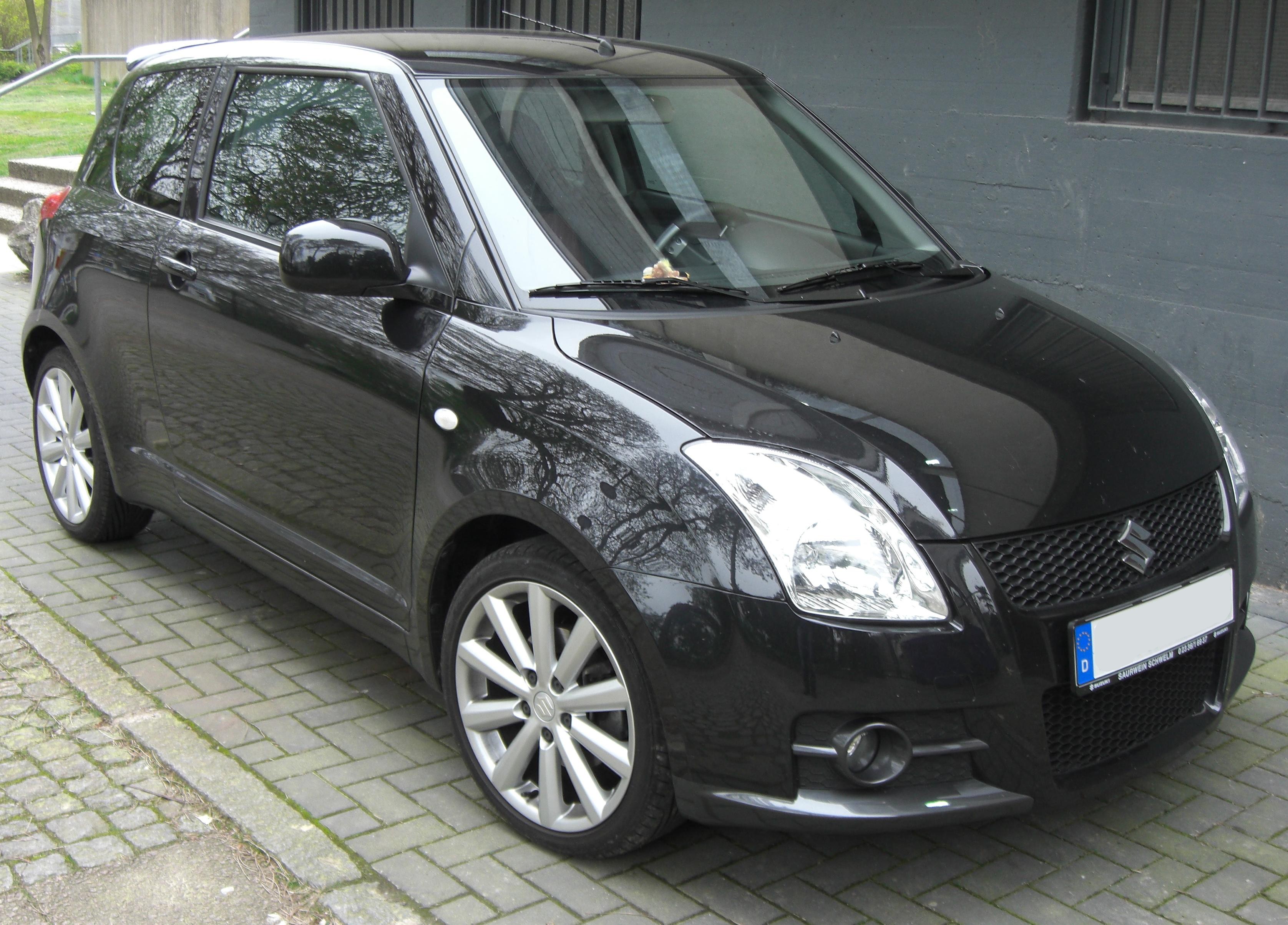
سوزكي سويفت وهي تصنف من السيارات الصغيرة

السيارة الصغيرة هو تصنيف يصف السيارات ذات الحجم الأكبر من سيارة المدينة والأصغر من السيارة العائلية الصغيرة. يعرف هذا التصنيف القسم-بي (B-segment) في أوروبا، والسيارة الثانوية (Subcompact) في أمريكا الشمالية.
في 2008، كانت السيارة الصغيرة هي الأفضل مبيعا في بلجيكا، التشيك، فرنسا، المجر، إيطاليا، هولندا، بولندا، البرتغال، سلوفينيا، سلوفاكيا. خلال عام 2008، من بين أفضل 15 فئة مبيعا في أوروبا كانت هناك 7 من السيارات الصغيرة.

## نشأة مصطلح سوبرميني
سوبيرميني مصطلح يستخدم في ما يتعلق للسيارات ظهر أول مرة في مجلة الايكونومست البريطانية في عام 1978. وصف السيارة الجديدة المقترحة من لادا باسم «جبهة دفع رباعي» صغيرة الحجم (ونسخة قريبة) من فورد فييستا«. في أكتوبر 1985، وتستخدم جمعية المستهلكين تأثيرا» على المدى في تقريرها السنوي دليل على شراء تلك السيارة. لأن هذا المصطلح واحد جديد، أعطاها تفسيرا في بداية القسم المعنون هاتشباك صغيرة. وقال انه كان من المعروف شعبيا باسم هاتشباك صغيرة سوبيرميني وبينما مماثلة لالبساطة كانت أكثر اتساعا وتنوعا في الداخل. جعل هذا تعريف واضح أن «سوبيرميني» كان شيئا أكبر من أقل حجما حتى الآن من أي سيارة نموذجية الآن. في تقرير عام 1985، شملت تلك السيارات مثل مترو أوستن، بولو فولكس فاجن وفورد فييستا. وقد جمعت السيارات الصغيرة الأساسية وأكثر تحت عنوان الطابق السفلي المساومة وشملت البساطة، سيتروين 2CV، 126 وفيات فولكس واجن بيتل.

## أمثلة للسيارات الصغيرة المباعة فيأوراسيا
- فولكس فاجن بولو.
- تويوتا ڤيتز.
- سكودا فابيا.
- أوبل كورسا.
- فيات بونتو.